# Râul Bătrâna, Argeș
Râul Bătrâna sau Valea Bătrâna este unul din cele două brațe care formează Râul Târgului. 

## Generalități
Râul Bătrâna are doar doi afluenți de dreapta, Iezerul Mare și Iezerul. Nu trece prin nicio localitate.